# 中非共和國國旗
中非共和國國旗是一面由红、黄、蓝、白、绿五色组成的泛非主义旗帜。其中蓝、白、红三色与法国国旗颜色相同，是中非与法国特殊历史关系的体现。而绿色象征密布中非共和国南方的森林，黄色象征分布在该国北部的草原和撒哈拉沙漠。位于国旗左上角蓝色横条处的一颗黄色五角星是“光明之星”，指引中非各族人民走向未来。
中非共和国“国父”巴泰勒米·波冈达是该旗帜的设计者，波岡達原先为构想中的拉丁非洲合众国设计了国旗，虽然合众国的理想未能实现，但该旗帜却成为中非共和国国旗。中非共和国国歌《复兴歌》也是由波岡達作词的。

## 相关链接
- 世界旗帜网（FOTW）的Central African Republic

1. ↑  Kalck (2005), p. 74.
2. ↑  . NationalAnthems.me.   [2014-12-21]. （原始内容存档于2015-01-04） （英语）.